# Lijst van Superleague Formula-coureurs en -clubs
De volgende coureurs en clubs hebben ten minste één start in de Superleague Formula gemaakt van 2008 tot 2011.
De lijst is bijgewerkt tot 13 oktober 2011.

## Coureurs

### A
- Michail Aljosjin
- Kasper Andersen

### B
- Bertrand Baguette
- Earl Bamber
- Enrique Bernoldi
- Sébastien Bourdais
- Yelmer Buurman

### C
- Máximo Cortés

### D
- Ryan Dalziel
- Carlo van Dam
- Craig Dolby
- Robert Doornbos
- Chris van der Drift

### F
- Adderly Fong

### G
- Borja García
- Tristan Gommendy
- Esteban Guerrieri

### H
- Ben Hanley

### J
- Dominik Jackson
- Neel Jani
- Julien Jousse

### K
- Narain Karthikeyan
- Stamatis Katsimis
- Jonathan Kennard

### L
- Jaap van Lagen
- Hywel Lloyd

### M
- Qinghua Ma
- Scott Mansell
- John Martin - Wereldkampioen 2011
- Marcos Martínez
- Paul Meijer
- Bruno Méndez
- Celso Míguez
- Miguel Molina
- Franck Montagny
- Dominick Muermans

### P
- Nelson Panciatici
- Giorgio Pantano
- Álvaro Parente
- Franck Perera
- Pedro Petiz
- Nelson Philippe
- Alessandro Pier Guidi
- Antônio Pizzonia

### R
- Giacomo Ricci
- Davide Rigon - Wereldkampioen 2008, 2010
- Tuka Rocha

### S
- Filip Salaquarda
- Andy Soucek

### T
- Duncan Tappy
- Enrico Toccacelo
- Ho-Pin Tung

### V
- Adrián Vallés - Wereldkampioen 2009
- Frédéric Vervisch
- María de Villota

### W
- James Walker
- Max Wissel

### Z
- Andreas Zuber

## Clubs

### A
- Al Ain FC
- RSC Anderlecht - Wereldkampioen 2010
- Atlético Madrid
- Team Australië - Wereldkampioen 2011

### B
- FC Basel
- Beijing Guoan - Wereldkampioen 2008
- Borussia Dortmund
- Team Brazilië

### C
- Team China
- Clube de Regatas do Flamengo
- SC Corinthians Paulista

### E
- Team Engeland

### G
- Galatasaray SK
- Girondins de Bordeaux
- Glasgow Rangers

### J
- Team Japan

### L
- Liverpool FC - Wereldkampioen 2009
- Team Luxemburg

### M
- FC Midtjylland
- AC Milan

### N
- Team Nederland
- Team Nieuw-Zeeland

### O
- Olympiakos Piraeus
- Olympique Lyonnais

### P
- FC Porto
- PSV Eindhoven

### R
- AS Roma
- Team Rusland

### S
- Sevilla FC
- Sparta Praag
- Sporting Clube de Portugal

### T
- Tottenham Hotspur FC

### Z
- Team Zuid-Korea